# 私の生徒は12人
『私の生徒は12人』（わたしのせいとは12にん）は、1992年10月26日 - 12月25日にTBS「花王 愛の劇場」枠にて放送された昼ドラマである。全45話。

## キャスト
- 伊藤かずえ
- 宮川一朗太
- 杉本哲太
- 赤座美代子
- 中山竜二
- 若林真弥
- 岡本麗
- 山田吾一
- 鈴木ヒロミツ
- 坂本万里子
- 北原弘一
- 酒井寿
- 寺田農

- 宮沢美保
- 夏夕介
- 大塚良重
- 井原千寿子
- 田岡美也子
- 大島蓉子
- 松井紀美江
- 高尾美有紀
- 石井くに子
- 杉野なつ美
- 三谷悦代
- 住吉理栄
- 坂本万里子
- 左右田一平
- 小川隆市
- 品川景子
- 上村裕樹
- 佐藤史子
- 大城戸千春

## スタッフ
- 脚本 - 横田与志
- 演出 - 中山史郎
- 製作 - 松竹株式会社・TBS

## 主題歌
- 『虹を見たかい』

作詞・作曲・編曲、歌 - 杉真理